# Operacja Filistia
Operacja Filistia (hebr. מבצע פלשת, Miwca Pleszet) – izraelska operacja wojskowa przeprowadzona podczas I wojny izraelsko-arabskiej w dniach między 29 maja a 3 czerwca 1948 przeciwko egipskiej armii. Nazwa operacji została wzięta od Filistynów i nawiązywała do części regionu geograficznego, w której była prowadzona – południowy front walk w otoczeniu arabskiej wioski Isdud, na południe od miasta Aszdod. Celem operacji było powstrzymania egipskiego natarcia na północ. Izraelczycy ponieśli taktyczną porażkę i musieli się wycofać, jednak Egipcjanie wstrzymali swoje natarcie na północ, i zmienili strategię z ofensywnej na bardziej obronną. W opinii wielu historyków był to moment zwrotny w walkach na froncie południowym.

## Tło wydarzeń

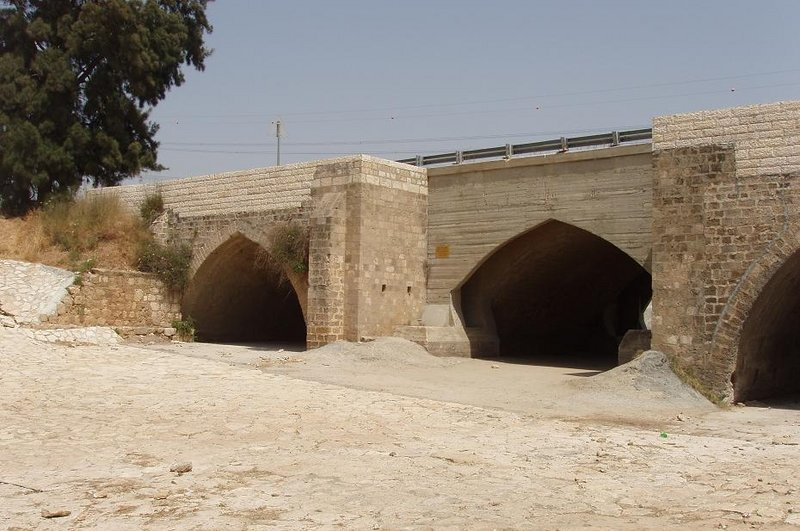
Most Ad Halom na rzece Lachisz

Pod koniec Wojny domowej w Mandacie Palestyny żołnierze żydowskiej organizacji paramilitarnej Hagana wysadzili w dniu 12 maja 1948 most Ad Halom na rzece Lachisz, na południe od miasta Aszdod. Był to podwójny most. Pierwszy most drogowy pochodził z czasów Cesarstwa rzymskiego, i został odbudowany pod koniec XIX wieku przez Imperium Osmańskie. W latach 20. XX wieku brytyjskie władze Mandatu Palestyny wybudowały nadbrzeżną linię kolejową łączącą Egipt z Libanem. Obok mostu drogowego dobudowano wówczas drugi most kolejowy. Podczas arabskich rozruchów w latach 1936–1939, Brytyjczycy ze względów bezpieczeństwa wybudowali przy mostach bunkier. Z punktu widzenia bezpieczeństwa państwa żydowskiego, wysadzenie tych mostów było niezbędne, ponieważ uniemożliwiało swobodne natarcie wojsk egipskich z południa.
W pierwszym dniu I wojny izraelsko-arabskiej Egipcjanie zaatakowali położone na południu kibuce Nirim i Kefar Darom, a następnie 19 maja kibuc Jad Mordechaj. Nacierający Egipcjanie byli słabo zorganizowani i nie potrafili wykorzystać swojej przewagi w ciężkim uzbrojeniu. Nie umiejąc skoordynować działań artylerii, jednostek pancernych i piechoty, ich natarcie posuwało się bardzo powoli. Gamal Abdel Naser napisał w swoim pamiętniku, że już 25 maja linia wojsk egipskich była tak rozciągnięta, że brakowało rezerw do kontynuowania natarcia na pozycje żydowskie. Wyraził on swoje zdziwienie decyzją naczelnego dowództwa o skierowaniu głównych sił kontyngentu w nieznany obszar na południe od miasta Aszdod. Po doświadczeniach bitwa o kibuc Jad Mordechaj (19-24 maja) ominięto stosunkowo dobrze broniony kolejny kibuc Niccanim. Popołudniem 29 maja punkt obserwacyjny przy Niccanim zauważył marsz egipskiej kolumny zmechanizowanej drogą nadbrzeżną na północ. Raport mówił o około 2-3 tys. egipskich żołnierzy i około 1,3 tys. pojazdów, w tym czołgów, bojowych wozów opancerzonych i artylerii.
Izraelskie dowództwo nie znało celu tego natarcia, i mogło tylko przypuszczać, że egipska kolumna maszeruje na odległy o 40 km Tel Awiw bądź będzie starała się połączyć siły z jordańskim Legionem Arabskim w rejonie miast Lod i Ramla. Siły Obronne Izraela nie posiadały wówczas żadnych rezerw w zachodniej części pustyni Negew, dlatego rozkazano podjąć wszelkie działania, które mogłyby opóźnić marsz egipskiej kolumny. Sztab Generalny Sił Obronnych Izraela obawiał się również, że Arabowie mogą próbować zająć jak największy obszar, aby utrzymać nad nim kontrolę po spodziewanym w najbliższym czasie zawieszeniu broni (narzucone walczącym stronom przez ONZ). W tym momencie największym zagrożeniem dla państwa żydowskiego wydawały się dwa arabskie zgrupowania wojsk: (1) iracki korpus ekspedycyjny działający w trójkącie Dżanin – Nablus – Tulkarm i (2) egipska kolumna nacierająca w stronę miasta Aszdod.

## Przebieg operacji

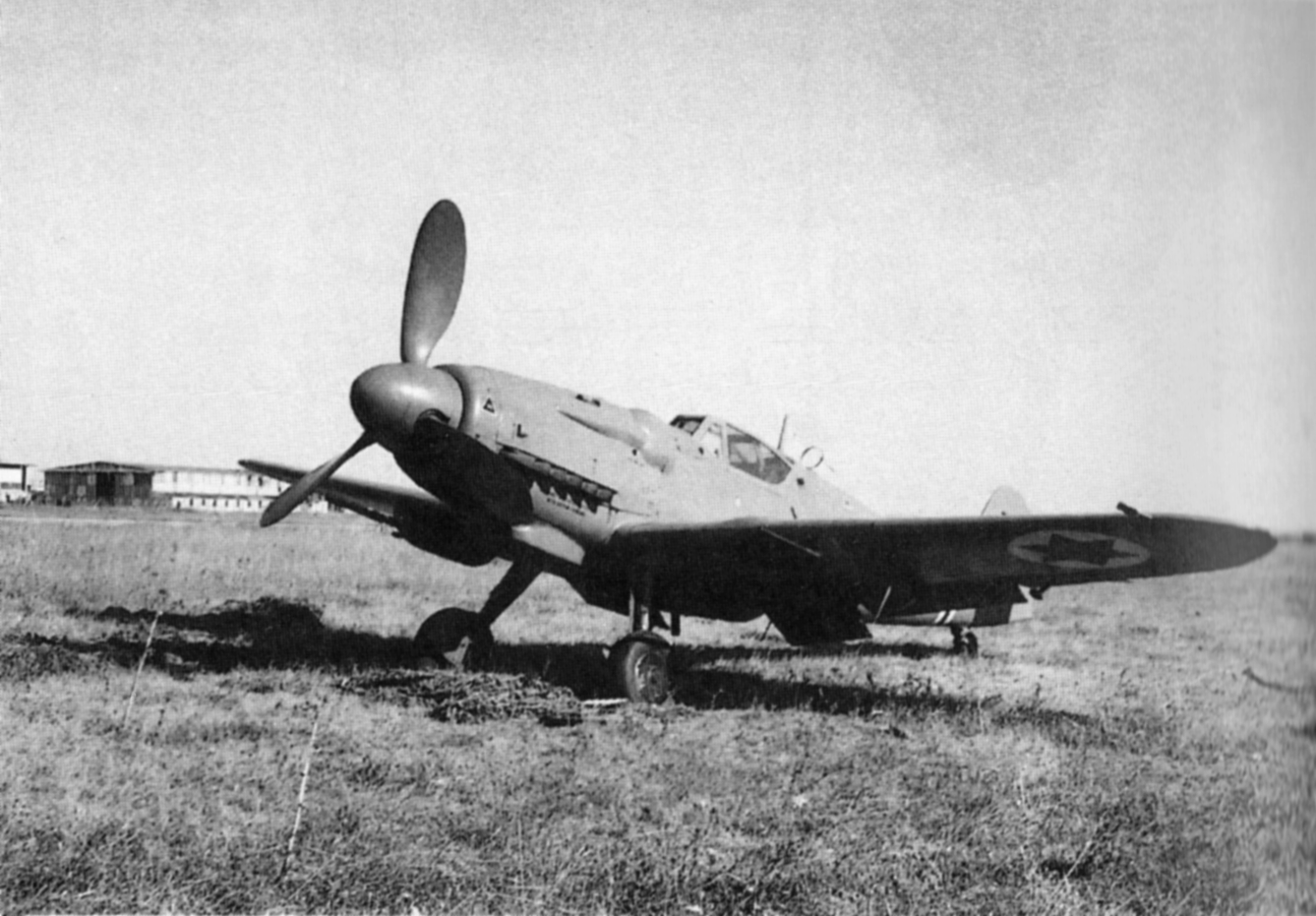
Izraelski myśliwiec Avia S-199

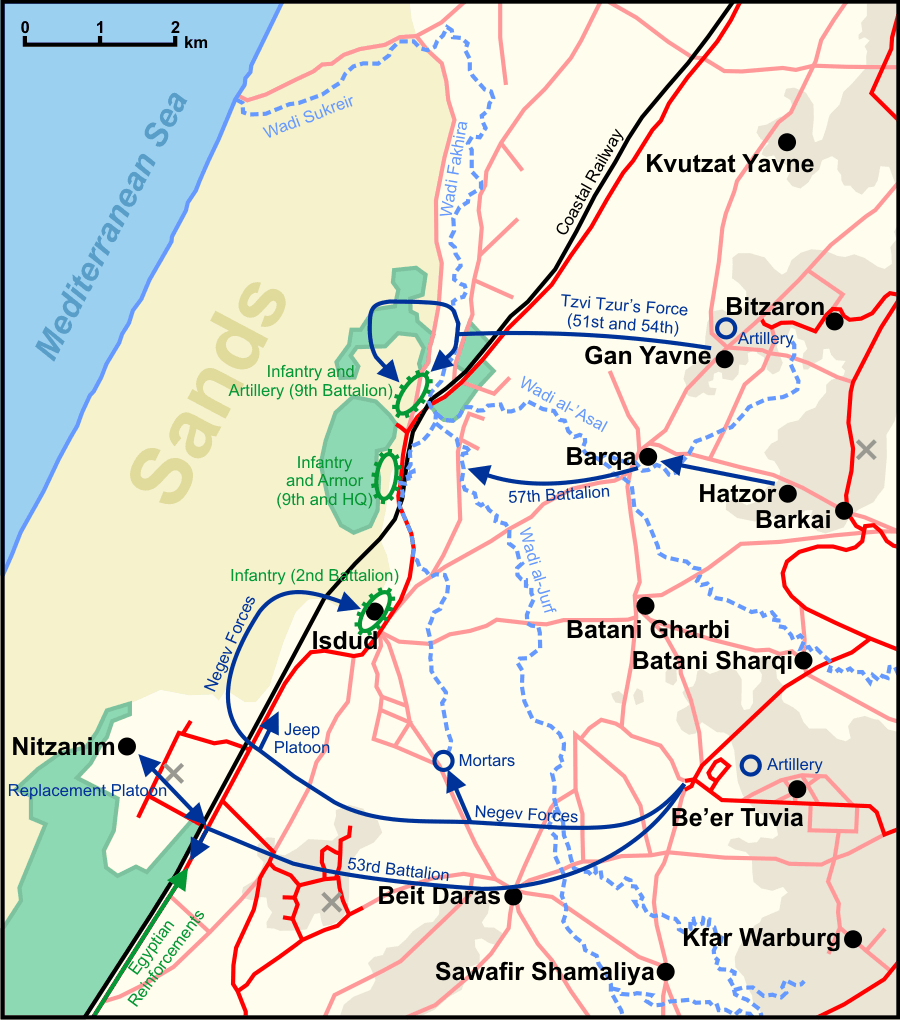
Mapa izraelskiego ataku na wioskę Isdud

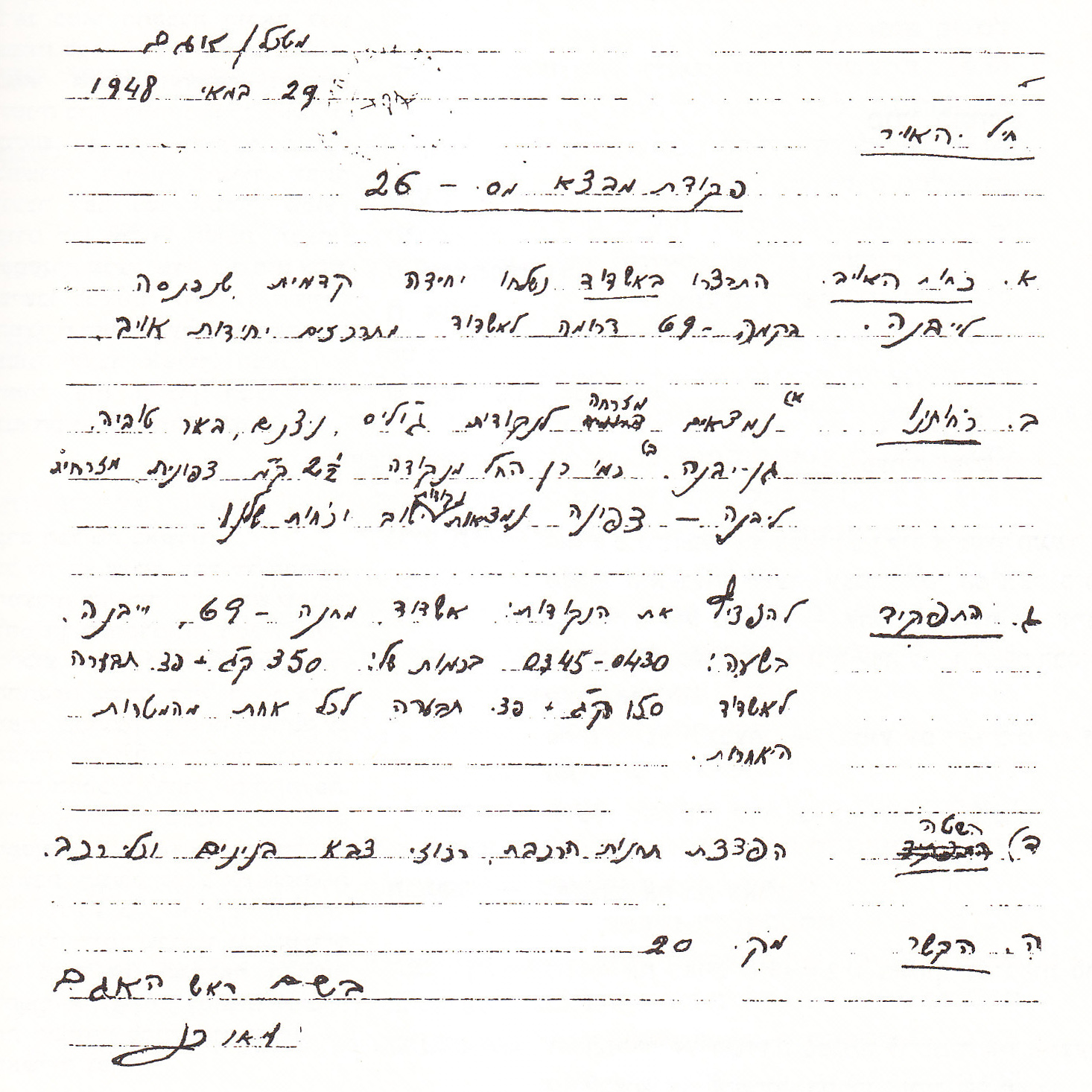
Oryginalny tekst rozkazu rozpoczęcia operacji Filistia

### Preludium
Przed południem 29 maja egipskie oddziały zajęły arabską wioskę Isdud, a następnie podeszły do rzeki Lachisz na południe od miasta Aszdod. Niemal natychmiast Egipcjanie rozpoczęli montaż kratownicowego mostu Baileya, aby przeprawić na drugą stronę rzeki ciężki sprzęt zmechanizowany. W akcji tej uczestniczyli arabscy ochotnicy z Sudanu i Arabii Saudyjskiej.
Celem operacji Filistia miało być zniszczenie sił egipskich zgromadzonych w rejonie wioski Isdud. Izraelski wywiad nie dysponował jednak aktualnymi informacjami o wielkości i położeniu egipskich oddziałów, które otrzymały rozkaz wstrzymania natarcia na północ i okopania się na pozycjach obronnych. Pomiędzy stacją kolejową a wioską Isdud pozycje obronne zajął egipski 2 Batalion. Terenu od stacji do ruin mostu Ad Halom bronił najlepszy 9. Batalion. Pomiędzy nimi okopała się kompania karabinów maszynowych. Bardziej z tyłu pozycje zajęły odwody w postaci dwóch plutonów pojazdów opancerzonych, plutonu lekkich czołgów, oraz bateria haubicoarmat 25-funtowych. Jeszcze bardziej na południu znajdowały się pozycje obronne 1 Batalionu. Ogółem Egipcjanie dysponowali w rejonie walk siłą 2300 żołnierzy.
Sytuacja zmusiła dowództwo Brygady Giwati do rzucenia 53, 54 i 55 batalionów do ataku na pozycje egipskie, w celu udaremnienia przeprawy przez rzekę Lachisz. Ich działania wsparł 7 Batalion i zmotoryzowana kompania z Brygady Negew (Palmach) oraz jedna armata armata górska mle 1906 kal. 65 mm. Izraelskim żołnierzom brakowało uzupełnień i amunicji. Wyprzedzające uderzenie na egipskie pozycje wykonały wieczorem 29 maja cztery myśliwce Avia S-199, które zrzuciły po dwie bomby 70 kg i ostrzelały Egipcjan z karabinów maszynowych (kaliber 20 mm i 13 mm). Nalot był przeprowadzony chaotycznie, a wyrządzone szkody minimalne. Jeden z samolotów, pilotowany przez Eddie Cohena (ochotnika z RPA) został prawdopodobnie trafiony ogniem przeciwlotniczym i rozbił się. Natomiast samolot pilotowany przez Modi Alon'a został uszkodzony podczas lądowania. W operacji tej brał też udział pilot Ezer Weizman. Pomimo to Egipcjanie zostali całkowicie zaskoczeni i atak wywarł na nich głębokie wrażenie psychologiczne.

### Kolejne izraelskie ataki
W nocy 29 maja egipskie pozycje zaatakowała od wschodu Brygada Giwati. Otrzymała ona zadanie przejęcia kontroli nad główną nadbrzeżną drogą i opanowanie Wzgórza 69. Ataki na kolejne cele były kontynuowane w następnych dniach. Egipcjanie w tym czasie wyraźnie obawiali się, że izraelski atak może przybrać większe rozmiary, i z tego powodu nie podejmowali żadnych działań ofensywnych, prowadząc ostrzał artyleryjski we wszystkich kierunkach. 30 maja cztery izraelskie dwupłatowe samoloty pasażerskie Rapide podjęły próbę przeprowadzenia nalotu na egipskie pozycje. Jednak tylko jeden z samolotów zdołał odnaleźć wioskę Isdud, a nikt nie potrafił potwierdzić czy zrzucone bomby trafiły w cel. W nocy 30 maja, 54 Batalion usiłował zdobyć rejon dworca kolejowego Isdud, musiał się jednak wycofać.
Niepowodzenie pierwszych ataków, zmusiło dowództwo do podjęcia decyzji o przeprowadzeniu dużego frontalnego ataku z wykorzystaniem sił trzech batalionów piechoty. Atak miał nastąpić w nocy z 1 na 2 czerwca, jednak Egipcjanie odkryli przygotowywane natarcie, co groziło całkowitą klęską. Uzyskany w ten sposób czas, Izraelczycy wykorzystali na reorganizację oddziałów i przerzucenie posiłków. Przygotowywane do kolejnego natarcia oddziały wzmocniono kompanią jeepów i baterią artylerii (haubicoarmata 25-funtowa kaliber 87,6 mm, kilka dział o kalibrze 62 mm oraz moździerz 107 mm). Atak rozpoczął się wieczorem 2 czerwca od nalotu izraelskich samolotów (jeden myśliwiec Avia S-199, dwóch lekkich samolotów transportowych Fairchild 24, dwóch dwupłatowych samolotów pasażerskich Rapide i jednego lekkiego samolotu turystycznego Beechcraft Bonanza). Następnie, pod przykryciem nocy, izraelscy żołnierze przeprowadzili jednoczesny atak na trzech różnych kierunkach natarcia. Od strony północnej usiłowano przejęć kontrolę nad rejonem mostu na rzece Lachisz. Nacierający utknęli jednak pod silnym ogniem prowadzonym z dawnego brytyjskiego bunkra i umocnionych szańców. Po poniesieniu ciężkich strat, rano wycofali się. Na odcinku centralnym przeprowadzono manewr oskrzydlający wioskę Isdud, aby od strony wydm podjąć próbę jej zdobycia. Okazało się jednak, że pojazdy utknęły w piaszczystych wydmach. Rano, pod ciężkim ogniem egipskiego ostrzału, Izraelczycy wycofali się. Na południowym odcinku przeprowadzono serię dywersyjnych działań i dostarczono zaopatrzenie do oblężonego kibucu Niccanim.

## Reakcje i następstwa
Chociaż Izraelczycy ponieśli klęskę nie realizując głównych założeń taktycznych operacji Filistia, to jednak osiągnięto strategiczne zwycięstwo zmuszając Egipcjan do rezygnacji z działań ofensywnych i zajęcie pozycji obronnych. Spowolniło to egipskie natarcie, które nie było już realizowane w kierunku północnym na Tel Awiw. Mieszkańcy pobliskiego arabskiego miasteczka Jawne byli bardzo rozczarowani zmianą kierunku natarcia. Zaraz po zakończeniu się walk, większość mieszkańców opuściła swoje domy i uciekła na południe, za egipską linię frontu. Wynikiem bitwy było ustalenie linii frontu na wioskach Isdud i ad Halom.